# پاینلاس پارک (فلوریدا)
پاینلاس پارک (به انگلیسی: Pinellas Park) شهری در شهرستان پاینلاس ایالت فلوریدا است که در سال ۱۹۱۵ بنیان‌گذاری شده‌است. این شهر طبق سرشماری سال ۲۰۱۰ میلادی، ۴۹٬۰۷۹ نفر جمعیت داشته و مساحت آن نیز ۳۸. کیلومتر مربع است.